# Falk Huste
Falk Huste (ur. 6 listopada 1971) − niemiecki bokser, srebrny (1997) i brązowy (1995) medalista mistrzostw świata w wadze piórkowej oraz brązowy medalista mistrzostw Europy z 2000 także w wadze piórkowej.

## Kariera amatorska
W 1996 roku startował na igrzyskach olimpijskich w Atlancie. Doszedł do ćwierćfinału, gdzie pokonał go zdobywca srebrnego medalu, Serafin Todorow.
W 1997 roku zdobył srebrny medal na mistrzostwach świata w Budapeszcie. W finale pokonał go Węgier István Kovács.
W 2000 roku na mistrzostwach Europy w Tampere zdobył brązowy medal. W półfinale pokonał go Boris Georgiew, który zdobył srebrny medal. Jeszcze tego samego roku startował na igrzyskach olimpijskich w Sydney, lecz odpadł w 2 walce, przegrywając z Ricardo Juarezem.